# Sindrome di Bogart-Bacall
La sindrome di Bogart-Bacall (BBS) è un disturbo della voce, che consiste in una disfonia dovuta ad affaticamento vocale.

## Etimologia
Il nome è stato coniato dai ricercatori in quanto la maggior parte dei pazienti affetti da sindrome da tensione-fatica (TFS) presentava un timbro di voce che negli uomini richiamava quella di Humphrey Bogart e nelle donne quella di Lauren Bacall, che nel corso della loro vita furono entrambi affetti da tale sindrome.

## Cause
La sindrome di Bogart-Bacall, così come la sindrome da tensione-fatica (TFS), può essere associata a molte patologie, ma tutte si caratterizzano per una disfunzione correlata a stress e tensione muscolo scheletrica che coinvolge la laringe e la voce:
- Reazione di conversione
- Raucedine cronica post-virale
- Disfonia post-operatoria
- Falsetto inappropriato
- Sindromi da uso improprio e abuso della voce

## Fattori e attività a rischio
- Cantanti d'opera e professionisti[5]
- Attori e attrici
- Annunciatori TV e radio
- Insegnanti
- Oratori
- Operatori telefonici
- Venditori e imbonitori
- Predicatori

## Caratteristiche cliniche
I pazienti affetti dalla sindrome si presentano con alcuni tra i seguenti sintomi:
- Disfonia fluttuante o stabile
- Aberrazione del tono della voce
- Affaticamento vocale
- Tensione muscolare del collo e della regione laringea
- Tendenza a una bassa tonalità della voce
- Odinofonia (emissione dolorosa della voce)

## Prognosi
La prognosi del disturbo è molto buona e comporta una completa ripresa della voce.

## Trattamento
Un approccio multidisciplinare comprendente la valutazione e i consigli di un otorinolaringoiatra o di un foniatra e di un logopedista è fondamentale, sia per porre una diagnosi corretta sia per trattare adeguatamente il disturbo. Il trattamento prevede sostanzialmente tre tappe: la prima tappa comporta la rassicurazione del paziente; la seconda tappa esercizi per una terapia correttiva della voce; la terza tappa un'adeguata educazione del paziente al fine di prevenire il ripresentarsi del disturbo.